# M12 GMC
Die M12 GMC oder 155 mm Gun Motor Carriage M12 war eine US-amerikanische Selbstfahrlafette des Zweiten Weltkriegs, von der insgesamt nur 100 Exemplare gebaut wurden.

## Beschreibung
Das Fahrgestell der Selbstfahrlafette M12 basierte auf dem Chassis des mittleren Panzers M3 Lee/Grant. Der Motor R-975 war ein Flugzeugmotor von Continental, der gegen Ende des Zweiten Weltkriegs auch in gepanzerten Fahrzeugen wie der Selbstfahrlafette M40 GMC Verwendung fand. Das Fahrzeug war nicht vollständig gepanzert, lediglich der Fahrer war durch die Panzerung geschützt. Am Heck der M12 war ein Erdsporn angebracht, der vor dem Schießen herabgesenkt wurde, um das Fahrzeug beim Feuern zu stützen. Dieses Design mit offener Konstruktion, hinten angebrachter Kanone und Erdsporn war richtungsweisend und wurde bei vielen späteren Modellen wieder aufgegriffen.
Die Produktion begann 1942 und endete im darauf folgenden Jahr. Im Jahr 1942 wurden 60 und im Jahr 1943 40 Fahrzeuge hergestellt. Hauptsächlich wurde die M12 in Frankreich eingesetzt. Da das Fahrzeug nur zehn Projektile mitführen konnte, wurde der Munitionstransporter Cargo Carrier M30 entwickelt, bei dem es sich um eine M12 GMC ohne Geschütz handelte. Dieses Fahrzeug konnte 40 155-mm-Geschosse aufnehmen und war mit einem 12,7-mm-Browning-M2-Maschinengewehr bewaffnet.